# Most im. Generała Augusta Emila Fieldorfa PS. Nil

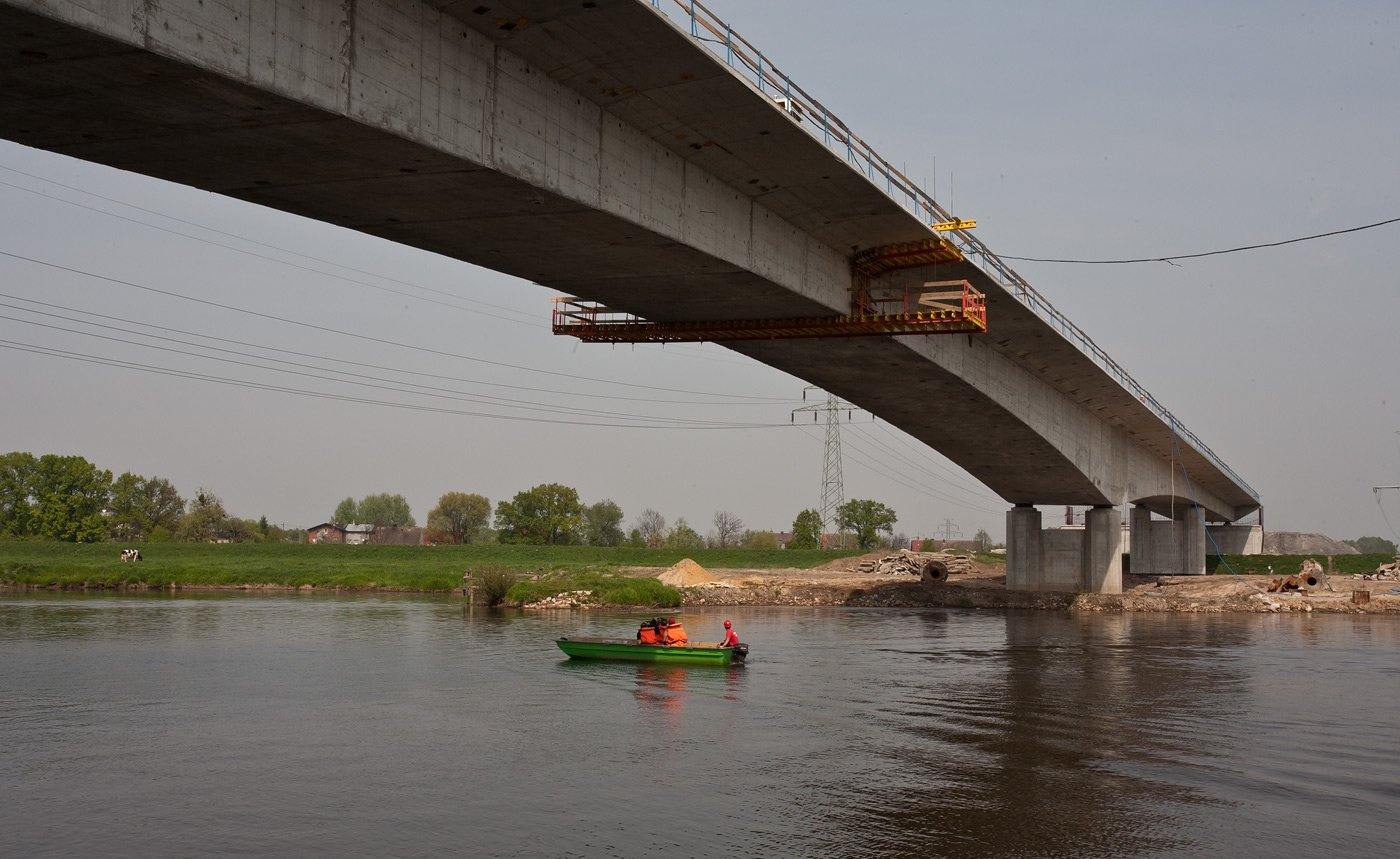
Most w budowie – kwiecień 2011

Most im. Generała Augusta Emila Fieldorfa PS. Nil (pierwotnie Most Siechnice-Łany) – most drogowy nad Odrą na Wschodniej Obwodnicy Wrocławia, w miejscowości Łany. 
Most ma konstrukcję dwudźwigarową skrzynkową. Budowa była przeprowadzona w technologii nawisowej. Dwie części głównego przęsła nurtowego, budowane z obu przyczółków, w trakcie budowy nie były podparte i zostały złączone ponad nurtem rzeki.
Przeprawa ma długość 286 metrów i dwa pasy ruchu (po jednym w każdym kierunku), pozostała część Wschodniej Obwodnicy Wrocławia będzie początkowo miała tylko jedną jezdnię z dwoma pasami. Przed oddaniem mostu do użytku ostatnią przed Oławą przeprawą drogową przez Odrę był Most Grunwaldzki.
Projekt mostu autorstwa mgr inż. Piotra Waneckiego został opracowany przez Biuro Projektowo – Konsultingowe BPK MOSTY s. c. Wykonawcą mostu jest firma Skanska.
Od 2 sierpnia 2017 r. na mocy zarządzenia Generalnej Dyrekcji Dróg Krajowych i Autostrad przez most przebiega droga wojewódzka nr 372.